# الکودیا دو ویو
الکودیا دو ویو (به اسپانیایی: Alcudia de Veo) یک شهرستان در اسپانیا است که در Plana Baixa واقع شده‌است.

## خصوصیات
الکودیا دو ویو ۳۰٫۷ کیلومترمربع مساحت و ۲۲۵ نفر جمعیت دارد و ۴۶۵ متر بالاتر از سطح دریا واقع شده‌است.